# Eric Bladh
Eric Helgo Bladh i riksdagen kallad Bladh i Malmö, född 25 oktober 1887 i Algutsboda, Kalmar län, död 10 januari 1951 i Malmö, folkskollärare och socialdemokratisk politiker.
Bladh var ledamot av riksdagens andra kammare 1936 och från 1941, invald i fyrstadskretsen.